# Maxime Tissot
Maxime Tissot (* 2. Oktober 1986 in Sallanches) ist ein ehemaliger französischer Skirennläufer. Der Slalomspezialist gehörte seit 2010 dem A-Kader des Französischen Skiverbandes an.

## Biografie
Tissot nahm im Dezember 2001 erstmals an FIS-Rennen teil, der erste Start im Europacup folgte im Januar 2005. Seit Januar 2006 nimmt er, fast ausschließlich im Slalom, regelmäßig an Europacuprennen teil und holte am 7. Januar 2006 im Slalom von Pozza di Fassa mit Platz 18 erstmals Punkte. Die ersten größeren Erfolge gelangen Tissot im Februar 2006, als er Französischer Juniorenmeister im Slalom und in der Abfahrt wurde. Im März kam er auch bei den Juniorenweltmeisterschaften 2006 in der kanadischen Provinz Québec zum Einsatz, wo sein bestes Resultat aber nur der 31. Platz im Riesenslalom war. In seiner Spezialdisziplin, dem Slalom, fiel er im ersten Durchgang aus.
In der Europacupsaison 2006/07 fuhr Tissot in drei Slaloms unter die schnellsten zehn, wobei seine besten Resultate zwei sechste Plätze in Salla und Pozza di Fassa waren. Im Januar und März 2007 nahm er auch erstmals an vier Slaloms im Weltcup teil, in denen er sich aber nicht für den zweiten Durchgang qualifizieren konnte. Viele Ausfälle hatte der Franzose in der Saison 2007/08 im Europacup zu verzeichnen und er kam nur zweimal knapp unter die besten 30. Erst am Ende der Saison 2008/09 fuhr er mit Platz neun im Slalom von Crans-Montana wieder in die Top 10. Bei seinen beiden Weltcupstarts in diesen zwei Saisonen erreichte er wieder nicht den zweiten Durchgang. Dies gelang ihm zum ersten Mal am 21. Dezember 2009 im Slalom auf der Gran Risa in Alta Badia, wo er mit Platz 15 seine ersten Weltcuppunkte gewann. Weitere zweimal konnte Tissot im Januar 2010 in Adelboden und Wengen punkten. Daraufhin kam er auch bei den Olympischen Winterspielen 2010 in Vancouver zum Einsatz, wo er den 16. Platz im Slalom erreichte.
In der Saison 2010/11 fuhr Tissot in drei Weltcupslaloms unter die schnellsten 20, wobei er mit Platz elf am 6. März in Kranjska Gora sein bestes Resultat erzielte. Zudem gewann er erstmals in der Super-Kombination Weltcuppunkte. Bei den Weltmeisterschaften 2011 in Garmisch-Partenkirchen schied der Franzose im ersten Slalomdurchgang aus. Zwei Top-20-Resultate erreichte Tissot in der Weltcupsaison 2011/12. In der Folge konnte sich Tissot nicht mehr in den Punkterängen platzieren und beendete nach der Saison 2015/16 seine Karriere.

## Erfolge

### Olympische Spiele
- Vancouver 2010: 16. Slalom

### Weltcup
- 2 Platzierungen unter den besten 15

### Weltcupwertungen
| Saison  | Gesamt | Gesamt | Slalom | Slalom | Kombination | Kombination |
| Saison  | Platz  | Punkte | Platz  | Punkte | Platz       | Punkte      |
| ------- | ------ | ------ | ------ | ------ | ----------- | ----------- |
| 2009/10 | 104.   | 32     | 38.    | 32     | -           | -           |
| 2010/11 | 82.    | 71     | 27.    | 63     | 44.         | 8           |
| 2011/12 | 105.   | 35     | 36.    | 35     | -           | -           |

### Europacup
- Saison 2013/14: 7. Slalomwertung
- 1 Podestplatz

### Juniorenweltmeisterschaften
- Québec 2006: 31. Riesenslalom, 36. Super-G, 40. Abfahrt

### Weitere Erfolge
- Französischer Juniorenmeister im Slalom und in der Abfahrt 2006
- 19 Siege in FIS-Rennen